# Dolphin (軟體)
Dolphin是一個檔案管理程式。也是KDE SC 4与KDE 5預設的檔案管理程式，KDE 3下則可以選擇安裝。雖然KDE SC 4預設的檔案管理程式被取代，Konqueror仍然是預設的網頁瀏覽器，用戶依然可選用Konqueror替代預設的檔案管理程式。 
在以往的KDE SC，Konqueror作為預設的檔案管理程式和網頁瀏覽器。然而，多年來用戶批評Konqueror對於簡單的檔案管理來說過於複雜。作為回應用戶，KDE團隊將這兩項功能分為兩個獨立的應用程式。在KDE SC 4中，Dolphin是一個小巧的檔案管理程式，並與Konqueror分享了原始碼。Konqueror則繼續發展為一個網頁瀏覽器。

## 功能
- 3種檢視模式（圖示、詳細資料和欄）
- 檔案預覽
- 分割檢視模式（用於複製和移動檔案）
- 網路通透性：透過KIO slaves
- 復原/重做功能
- 分頁瀏覽
- NEPOMUK整合

## 外部連結
- Dolphin官方網站
- Dolphin使用手冊（页面存档备份，存于）
- KDE UserBase上的Dolphin（繁體中文）
- Dolphin教學（繁體中文）
- KDE UserBase上的Dolphin（简体中文）
- Dolphin教學（简体中文）
- https://web.archive.org/web/20070929231440/https://marrat.homelinux.org/D3lphin
- 通向KDE4之路（九）：Dolphin与Konqueror[永久]（简体中文）